# Hybolasius gnarus
Hybolasius gnarus är en skalbaggsart som beskrevs av Thomas Broun 1893. Hybolasius gnarus ingår i släktet Hybolasius och familjen långhorningar. Inga underarter finns listade i Catalogue of Life.